# Ćaman
Ćaman – miasto w Pakistanie, w prowincji Beludżystan. W 2017 roku liczyło 123 191 mieszkańców.